# Copa del Rey (hockey sur glace)
Pour les articles homonymes, voir Copa del Rey.
La Copa del Rey est une compétition de hockey sur glace ayant lieu chaque année en Espagne. La première édition a eu lieu au cours de la saison 1972-1973, en même temps qu'eut lieu le premier championnate.
Cette épreuve a connu plusieurs formules :
- soit une compétition avec élimination directe.
- soit une phase de poule suivie d'un tournoi à élimination directe.

Comme au football, la Copa del Rey est très prisée par les clubs espagnols, les spectateurs et les médias. S'il est rare de voir un match de championnat (y compris les finales) du championnat à la télévision, la finale de la Coupe est toujours diffusée.

## Palmarès
Les résultats des finales sont présentés ci-dessous :
| Saison    | Lieu            | Vainqueur           | Finaliste           | Score   |
| --------- | --------------- | ------------------- | ------------------- | ------- |
| 1972-1973 | Barcelone       | Real Sociedad       | FC Barcelone        | 4-2     |
| 1973-1974 | Saint-Sébastien | Real Sociedad       | FC Barcelone        | 6-2     |
| 1974-1975 | Jaca            | Real Sociedad       | CH Jaca             | 5-3     |
| 1975-1976 | Séville         | FC Barcelone        | Casco Viejo Bilbao  | 7-6     |
| 1976-1977 | Bilbao          | FC Barcelone        | Txuri Urdin         | 8-5     |
| 1977-1978 | Bilbao          | Casco Viejo Bilbao  | Txuri Urdin         | 9-8     |
| 1978-1979 | Vitoria         | Txuri Urdin         | FC Barcelone        | 5-2     |
| 1979-1980 | Saint-Sébastien | Txuri Urdin         | FC Barcelone        | 5-3     |
| 1980-1981 | Barcelone       | Casco Viejo Bilbao  | FC Barcelone        | 7-5     |
| 1981-1982 | Bilbao          | FC Barcelone        | Vizcaya Bilbao HC   | 5-3     |
| 1982-1983 | Puigcerdà       | CG Puigcerdà        | CH Jaca             | 7-3     |
| 1983-1984 | Jaca            | CG Puigcerdà        | CH Jaca             | 8-6     |
| 1984-1985 | Saint-Sébastien | CH Jaca             | CG Puigcerdà        | 4-3     |
| 1985-1986 | Puigcerdà       | CG Puigcerdà        | Txuri Urdin         | 7-2     |
| 1986-1987 | Barcelone       | CG Puigcerdà        | FC Barcelone        | 4-3     |
| 1987-1988 | Jaca            | CH Jaca             | Txuri Urdin         | 4-1     |
| 1988-1989 | Saint-Sébastien | CH Jaca             | Txuri Urdin         | 2-0     |
| 1989-1990 | Jaca            | Txuri Urdin         | CH Jaca             | 7-3     |
| 1990-1991 | Puigcerdà       | Txuri Urdin         | CG Puigcerdà        | 8-6     |
| 1991-1992 | Vitoria         | CG Puigcerdà        | CH Jaca             | 4-3     |
| 1992-1993 | Barcelone       | CH Jaca             | Txuri Urdin         | 6-2     |
| 1993-1994 | Jaca            | Txuri Urdin         | CG Puigcerdà        | 4-2     |
| 1994-1995 | Barcelone       | CH Jaca             | FC Barcelone        | 4-3     |
| 1995-1996 | Saint-Sébastien | CH Jaca             | Txuri Urdin         | 8-6     |
| 1996-1997 | Barcelone       | FC Barcelone        | CH Jaca             | 3-1     |
| 1997-1998 | Majadahonda     | CH Jaca             | FC Barcelone        | 10-4    |
| 1998-1999 | Puigcerdà       | CG Puigcerdà        | FC Barcelone        | 9-3     |
| 1999-2000 | Jaca            | Txuri Urdin         | FC Barcelone        | 7-1     |
| 2000-2001 | Jaca            | CH Jaca             | FC Barcelone        | 11-4    |
| 2001-2002 | Jaca            | CH Jaca             | FC Barcelone        | 5-2     |
| 2002-2003 | Jaca            | CH Jaca             | FC Barcelone        | 4-2     |
| 2003-2004 | Puigcerdà       | CG Puigcerdà        | CH Jaca             | 3-2     |
| 2004-2005 | Jaca            | CG Puigcerdà        | CH Jaca             | 4-2     |
| 2005-2006 | Puigcerdà       | CH Jaca             | CG Puigcerdà        | 5-2     |
| 2006-2007 | Pampelune       | CG Puigcerdà        | CH Jaca             | 4-3     |
| 2007-2008 | Puigcerdà       | CG Puigcerdà        | FC Barcelone        | 6-2     |
| 2008-2009 | Logroño         | FC Barcelone        | CH Jaca             | 5-4 (P) |
| 2009-2010 | Logroño         | CG Puigcerdà        | FC Barcelone        | 6-1     |
| 2010-2011 | Jaca            | CH Jaca             | FC Barcelone        | 6-3     |
| 2011-2012 | Vitoria-Gasteiz | CH Jaca             | CG Puigcerdà        | 5-3     |
| 2012-2013 | Puigcerdà       | CH Jaca             | Escor Auto Avendaño | 9-5     |
| 2013-2014 | Barcelone       | Escor Auto Avendaño | CG Puigcerdà        | 4-1     |
| 2014-2015 | Jaca            | FC Barcelone        | CG Puigcerdà        | 6-2     |
| 2015-2016 | Saint-Sébastien | CH Txuri Urdin      | CH Jaca             | 4-1     |
| 2016-2017 | Valdemoro       | CH Jaca             | CH Txuri Urdin      | 2-1     |
| 2017-2018 | Saint-Sébastien | CH Txuri Urdin      | CH Jaca             | 3-1     |
| 2018-2019 | Jaca            | FC Barcelone        | CG Puigcerdà        | 5-1     |

## Palmarès par club
| Rangs | Clubs              | Titres (éditions)                                                                             | Finales perdues (éditions)                                                                          |
| ----- | ------------------ | --------------------------------------------------------------------------------------------- | --------------------------------------------------------------------------------------------------- |
| 1     | CH Jaca            | 14 (1985, 1988, 1989, 1993, 1995, 1996, 1998, 2001, 2002, 2003, 2006, 2011, 2012, 2013, 2017) | 11 (1975, 1983, 1984, 1990, 1992, 1997, 2004, 2005, 2007, 2009, 2016, 2018)                         |
| 2     | CG Puigcerdà       | 11 (1983, 1984, 1986, 1987, 1992, 1999, 2004, 2005, 2007, 2008)                               | 8 (1985, 1991, 1994, 2006, 2012, 2014, 2015, 2019)                                                  |
| 3     | Txuri Urdin        | 8 (1979, 1980, 1990, 1991, 1994, 2000, 2016, 2018)                                            | 8 (1977, 1978, 1986, 1988, 1989, 1993, 1996, 2017)                                                  |
| 4     | FC Barcelone       | 6 (1976, 1977, 1982, 1997, 2015, 2019)                                                        | 16 (1973, 1974, 1979, 1980, 1981, 1987, 1995, 1998, 1999, 2000, 2001, 2002, 2003, 2008, 2010, 2011) |
| 5     | Real Sociedad      | 3 (1973, 1974, 1975)                                                                          | 0                                                                                                   |
| 6     | Casco Viejo Bilbao | 2 (1978, 1981)                                                                                | 1 (1976)                                                                                            |

Légende :  10 titres remportés ; (T) : tenant du titre